# Georgi Plechanov

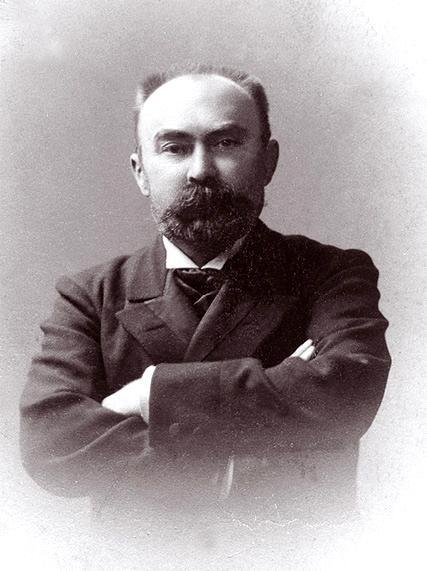
Georgi Plechanov

Georgi Valentinovitsj Plechanov (Russisch: Георгий Валентинович Плеханов) (Goedalovka (oblast Lipetsk), 29 november 1856 - Terijoki (in toenmalig Finland, nu Zelenogorsk bij Sint-Petersburg), 17 mei 1918) was een Russisch revolutionair die vaak wordt aangeduid als de vader van het Russisch marxisme.

## Levensloop
Tijdens zijn studies aan het mijninstituut kwam Plechanov in 1876 in contact met de partij Grond en Vrijheid. Door toenemende meningsverschillen over de koers splitste de partij in 1879 in twee fracties: de Narodnaja Volja (Volkswil), waar Aleksandr Oeljanov zich bij aansloot, en de Groep ter bevrijding van de Arbeid met Vera Zasoelitsj en Pavel Axelrod. 
De Groep ter bevrijding van de Arbeid verwierp terrorisme als methode en richtte zich op de opkomende Russische arbeidersklasse als kracht in de maatschappij die het tsarisme omver kon werpen. Plechanov volgde de mensjewistische theorie die stelde dat pas na een noodzakelijke kapitalistische periode van de burgerij de condities rijp zijn voor het socialisme.
In 1880 vluchtte Plechanov naar het Europa, naar Italië en zwitserland, waar hij het Manifest van de Communistische Partij van Karl Marx en Friedrich Engels vertaalde. Hij keerde in 1917 terug naar Rusland, nadat de Voorlopige Regering van Kerenski een algemene amnestie had afgekondigd.
In 1898 ontbond de Groep ter bevrijding van de Arbeid zich en ging samen met andere revolutionaire groepen op in de Russische Sociaaldemocratische Arbeiderspartij (RSDAP). Dit gebeurde tijdens het stichtingscongres dat in Minsk werd gehouden. De RSDAP werd snel verboden en de leiders moesten naar het buitenland vluchten. In 1900 stichtte de RSDAP de krant Iskra ('vonk') waaraan Plechanov, Lenin, Pavel Axelrod, Vera Zasoelitsj, Alexander Potresov en Lev Trotski meewerkten. Het tweede congres van de RSDAP begon in Brussel, maar moest door ingrijpen van de politie uitwijken naar Londen. Tijdens dit congres splitste de RSDAP zich in twee fracties: de mensjewieken en de bolsjewieken. Plechanov koos tijdens het congres de bolsjewistische kant van Lenin. Enige maanden later sloot hij zich aan bij de mensjewieken, samen met Julius Martov, Pavel Axelrod, Lev Trotski, Irakli Tsereteli, Lev Deich, Vladimir Antonov-Ovseenko, Moisei Oeritski, Noë Zjordania en Fedor Dan.
Na de splitsing behield Plechanov de controle over de partijkrant Iskra, en gebruikte hij deze om Lenin in polemieken aan te vallen. Zo stelde Plechanov dat Lenin de dictatuur van het proletariaat verwarde met een dictatuur over het proletariaat.
In april 1905 hielden de bolsjewieken een eenzijdig (en ongeldig) derde Congres van de RSDAP te Londen, terwijl de mensjewieken een gelijkaardig Congres hielden te Genève dat ze later herdoopten tot conferentie. Vanuit het bolsjewistische congres werd een brief geschreven aan het Internationaal Socialistisch Bureau van de Tweede Internationale, om de vertegenwoordiging van Plechanov in dat Bureau als ongeldig te verklaren. Als gevolg van deze brief trad Plechanov af, en verklaarde zich onafhankelijk van beide fracties.
Tijdens de Eerste Wereldoorlog ontwikkelde Plechanov een meer sociaal-chauvinistische houding, door te stellen dat het voor het wereldproletariaat beter zou zijn dat de entente de oorlog zou winnen en door de Russische oorlogsinspanningen te steunen. De Vrede van Brest-Litovsk vond hij een gruwel. 
Na de Februarirevolutie keerde hij terug naar Rusland, waar hij de Jedinstvo oprichtte en de Voorlopige Regering van Kerenski steunde, omdat deze de burgerij aan de macht bracht en zo kapitalistische fase kon worden doorgevoerd. De Oktoberrevolutie, die de bolsjewieken aan de macht bracht, vond hij veel te prematuur en hij verzette zich er dan ook tegen. Hij week uit naar Finland, waar hij al spoedig stierf aan tuberculose.

## Werken
- 1883: Socialisme en de politieke strijd
- 1887: Tweede ontwerp van een programma voor de Russische sociaaldemocraten
- 1889: Een nieuwe kampioen van de autocratie
- 1895: De ontwikkeling van de monistische visie op de geschiedenis
- 1895: Anarchisme en socialisme
- 1897: De historisch-materialistische visie op de geschiedenis